# Charles Virolleaud
Charles Virolleaud, né Barbezieux (Charente) le 2 juillet 1879 et mort à Paris le 17 décembre 1968, est un archéologue français. 

## Biographie
Il est professeur à l'Institut d'archéologie en 1929 puis directeur du Service archéologique près le haut-commissariat de France en Syrie et au Liban et professeur à l'École pratique des hautes études. C'est donc l'un des principaux acteurs de la fondation du futur musée national de Beyrouth. Il participe notamment aux fouilles d'Ougarit. Avec Édouard Dhorme et Hans Bauer, il est un des déchiffreurs de l'alphabet cunéiforme ougaritique.
Auteur de La Civilisation phénicienne en 1933 et de La Mythologie phénicienne en 1938, il est élu membre de l'Académie des inscriptions et belles-lettres en 1941 et membre puis président (1951-1964) de la Société asiatique.
Il est inhumé au cimetière parisien de Bagneux (division 96). Il avait épousé Marthe Chevalier (1878-1972).

## Ouvrages
- Charles Virolleaud, Les Travaux archéologiques en Syrie en 1922-1923 (article p 113-122), Persée, 1924 (lire en ligne).
- Charles Virolleaud, Le Théâtre persan ou le drame de Kerbéla, Librairie d'Amérique et d'Orient, 1950, 141 p., In-16.